# Ogasawarana chichijimana
Ogasawarana chichijimana é uma espécie de gastrópode  da família Helicinidae.
É endémica de Japão.